# NGC 1360
Az NGC 1360 vagy Rigótojás-köd csillagköd a Fornax csillagképben. Planetáris ködként lett felfedezve, egy csillagból keletkezett annak végső életszakaszában.
Már 1977 óta az volt az elfogadott elmélet, hogy egy kettőscsillagos rendszer volt, de ezt csak 2017-ben erősítették meg. Központjában egy O színképtípusú csillag és egy fehér törpe található. 1868 januárjában fedezte fel Friedrich August Theodor Winnecke.